# 스카이 (휴대 전화)
팬택 스카이(Pantech SKY)는 팬택이 대한민국에서 생산하는 휴대 전화 브랜드이다. 대한민국에서 최초로 슬라이드 형태의 휴대 전화를 선보였다.

## 역사

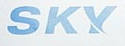
팬택 인수 전 SK텔레텍 SKY 로고

본래 SK텔레텍의 브랜드로 모회사인 SK텔레콤의 식별번호(011, 017)를 사용할 수 있는 셀룰러 방식의 휴대 전화를 생산하였으나, 2005년 팬택 계열에 인수된 이후부터는 SK텔레콤용 휴대 전화 뿐 아니라 KT, LG유플러스용 PCS 휴대 전화도 생산하고 있다. 초기에는 일본의 전자 회사인 교세라와의 기술 협조를 통하여 생산하였기 때문에 SK와 교세라(Kyocera)에서 각각 두 글자를 합성하여 SKY라는 브랜드가 정해졌다.
당초 SK텔레콤은 신세기통신을 합병하면서 정보통신부로부터 시장 지배적 사업자 판정을 받아 합병이행 조건으로 SK텔레텍의 생산 규모를 2005년까지 연간 120만대로 제한하였으나 그로 인한 브랜드가 가지는 희소성과 독특한 마케팅 전략이 맞물려져 매년 판매량이 급증하며 프리미엄 브랜드로 급부상했다. 그 후, SK텔레콤은 스카이 브랜드의 존치가 어려워지게 되자, 결국 2005년 7월 SK텔레텍을 팬택에 매각하게 되며 스카이는 경쟁사에 대항하기 위해 프리미엄 이미지를 벗고 대중적인 브랜드로 변모하게 된다. LG유플러스용으로는 캔유 제품을 꾸준히 출시하고 있어 스카이 브랜드의 LG유플러스용 휴대 전화는 극히 적은 편이다.

## 브랜드 폐지
2012년 9월, 10년 동안 사용하였던 스카이(SKY)라는 브랜드가 폐지되고 베가(VEGA)라는 브랜드로 변경하였다. 2012년 9월, 베가 R3를 출시하면서 스카이 브랜드를 팬택으로 통합하기로 하였으며, 스카이를 자사의 모든 대한민국 스마트폰의 메인 브랜드로, 베가 브랜드는 스카이 브랜드를 쓰는 제품 중에서 프리미엄 급에만 특화해 적용하기로 하면서 스카이라는 브랜드는 다시 부활하여 베가 브랜드와 병용하게 되었다. 이후 스카이 브랜드는 프리미엄 제품 마케팅 시에는 팬택 브랜드가 함께 사용되나, 제품에는 베가 브랜드만 각인되어 출시되고 있다.

## 브랜드 부활
2016년 5월 27일전자 업계에 따르면 쏠리드팬택은 몇년 동안 사용하였던 베가(VEGA)라는 브랜드가 폐지되고 스카이(sky)라는 브랜드를 다시 사용하기로 하였다.
2019년 9월 IM-F100이라는 폴더폰으로 다시 돌아왔다. 그러나 이 제품을 출시한 이후 아직까지는 아무 소식이 없다.

## 슬로건
- 전파를 잘 아는 휴대폰 (1999년 ~ 2000년)
- 나를 빛나게 하는 휴대폰 (2000년 ~ 2001년)
- It's different (2001년 ~ 2006년)
- MUST HAVE_ (2006년 ~ 2009년)
- got fever? (2009년 ~ 2011년)
- 혁신은 그런 것이다 (2011년 ~ 2012년)
- VEGA, the brightest star in the SKY (2013년 ~ 2015년)
- I'm back. (2016년)
- SKY, Begin again.(2019년 ~ 현재)

## 제품 목록

### IM-700 모델
- IM-700 (스카이 원터치)
- IM-777 (스카이 슬립플립)

### IM-1000 모델
- IM-1000 (스카이 테크노메탈)
- IM-1100 (스카이 폴더)
- IM-1200 (스카이 레코더)

### IM-2000 모델
- IM-2000 (스카이 화음폰)
- IM-2100 (스카이 룩)
- IM-2200 (스카이 오페라)
- IM-2300 (스카이 CDMA)
- IM-2400 (스카이 조이스틱)

### IM-3000 모델
- IM-3000 (스카이 오케스트라)
- IM-3100 (스카이 카메라)
- IM-3400 (스카이 모네타)

### IM-5000 모델
- IM-5000 (스카이 컬러)(2002년 11월)
- IM-5100 (스카이 슬라이드)[2](2002년 4월)
- IM-5300 (스카이 초고속인터넷)
- IM-5400 (스카이 컬러슬라이드)

### IM-6000 모델
- IM-6100 (스카이 오케스트라): "같이 들을래?" SKY It's different
- IM-6200 (스카이 블루투스)
- IM-6400 (스카이 캠): "내 뮤직비디오야." SKY It's different
- IM-6500 (스카이 로테이션)

### IM-7000 모델
- IM-7100 (스카이 QVGA): "선명하게 보라! 기회는 자주 오지 않는다" SKY It's different
- IM-7200, IM-7200P (스카이 헤드캠): "머리를 써라." SKY It's different
- IM-7300 (스카이 인테나폰)
- IM-7400 (스카이 로테이션 카메라): "눈을 돌리면 또 다른 세상이 보인다." SKY It's different
- IM-7700 (스카이 조그셔틀): "음악, 건들기만해도." SKY It's different
- IM-777 (스카이 슬림스타일)

### IM-8000 모델
- IM-8100 (스카이 로테이션 카메라 픽트브릿지)
- IM-8300 (스카이 3D사운드 3D게임폰):"게임이 아니다. 현실이다." SKY It's different, "소리가 생각을 지배한다." SKY It's different
- IM-8400 (스카이 오토포커스)
- IM-8500, IM- 8500L (스카이 휠): "돌아가는 것에 끌리다." SKY It's different
- IM-8600 (스카이 디카폰)
- IM-8700 (스카이 화상통화폰)

### IMB 모델
- IMB-1000 (스카이 터치스크린 위성 DMB폰): "손대면 드라마가 시작된다" SKY It's different

### IM-S000 모델
- IM-S100 (스카이 옴므): "남자, 힘이 생겼다." SKY It's different
- IM-S110, IM-S110K (스카이 슬림폴더폰): "스카이 슬림플레이." SKY It's different
- IM-S130, IM-S130K (스카이 슬림슬라이드폰): MUST HAVE_ 센스
- IM-S150 (스카이 미니룩)
- IM-S200K (스카이 핸디)
- IM-S220L (스카이 심플슬라이드)
- IM-S230 (스카이 스키니TV): 오래된 연인들을 위한 MUST HAVE_ 스키니TV
- IM-S240K, IM-S250L (스카이 레인 스트라이프)
- IM-S300 (스카이 로맨틱 웨이브)
- IM-S310L, IM-S315L (스카이 퀼트)
- IM-S320, IM-S320K (스카이 블레이드)
- IM-S330, IM-S330K (스카이 M)
- IM-S340L (OZ 서비스 전용폰)
- IM-S350 (스카이 허쉬)
- IM-S360 (스카이 뱅)
- IM-S370 (스카이 블루 윙크)
- IM-S380K (스카이 투썸)
- IM-S390 (스카이 큐피드)
- IM-S400L (스카이 터치패드)
- IM-S410, IM-S410K (스카이 후)
- IM-S480S (스카이 틸트)
- IM-S500K (스카이 크리스탈)
- IM-S550S (스카이 잼밴드)
- IM-S610K (스카이 체크메이트)
- IM-S640S (스카이 우드)

### IM-U000 모델
- IM-U100 (스카이 와이드PMP): "넓게 놀아라. 플레이가 달라진다." SKY It's different
- IM-U110 (스카이 쥬크박스): "음악, 끝없이 이어지다." SKY It's different
- IM-U130 (스카이 뮤직 바)
- IM-U140 (스카이 서라운드 사운드)
- IM-U150, IM-U150L (스카이 터치 뮤직 플레이어)
- IM-U160, IM-U160K, IM-U160L (스카이 붐붐)
- IM-U170 (스카이 투페이스 메탈): MUST HAVE_ 투페이스 메탈
- IM-U200 (스카이 슈팅스타): 우주비행사가 되기 위한 MUST HAVE_ 슈팅스타
- IM-U210, IM-U210K (스카이 HSDPA T-DMB)
- IM-U220, IM-U220K (스카이 돌핀 슬라이드)
- IM-U300K (스카이 네온사인)
- IM-U310, IM-U310K (스카이 프레스토)
- IM-U440S, IM-U440K (스카이 오마주)
- IM-U450L (스카이 오마주 폴더)
- IM-U460K (스카이 러브 액추얼리)
- IM-U490S (스카이 더블아이)
- IM-U510S
- IM-U510LE (스카이 S.T.듀퐁)
- IM-U530K (스카이 섹시 백)
- IM-U540L (스카이 스포티브)
- IM-U560K (스카이 톡톡)
- IM-U570K (스카이 웹홀릭)
- IM-U580S
- IM-U585S (스카이 테라피)
- IM-U590S (스카이 판도라)
- IM-U620L (스카이 웹파이)
- IM-U660K (스카이 골드루키)
- IM-U680L (스카이 웨딩)
- IM-U700S (스카이 S902)

### IM-R000 모델
- IM-R100 (스카이 안면인식폰)
- IM-R110 (스카이 토이 바)
- IM-R200, IM-R200K (스카이 매직 키패드): 딱 걸렸을 때를 위한 MUST HAVE_ 매직 키패드
- IM-R300 (스카이 러브 캔버스)
- IM-R470S (스카이 큐브릭)
- IM-R520S (스카이 큐브릭 II)

### IM-A000 모델
아래 제품은 안드로이드가 탑재된 스마트폰이다. 스카이(VEGA) 스마트폰은 100% 퀄컴 CPU와 안드로이드 운영 체제만 탑재한다.
- IM-A600S (스카이 시리우스) : QSD8650 / AMOLED / 감압식 터치패널
- IM-A630K (스카이 이자르) : MSM7227 / TFT-LCD / 정전식 터치패널
- IM-A650S (스카이 베가) : QSD8650 / AMOLED / 정전식 터치패널
- IM-A690S, IM-A690L (스카이 미라크) : MSM7227 / TFT-LCD / 정전식 터치패널
- IM-A710K, IM-A720L (스카이 베가 X)
  - IM-A710K : MSM8655 / TFT-LCD / 정전식 터치패널
  - IM-A720L : QSD8650 / TFT-LCD / 정전식 터치패널
- IM-A730S (스카이 베가 S) : MSM8255T / TFT-LCD / 정전식 터치패널
- IM-A740S, IM-A750K (스카이 미라크 A) : MSM7227T / TFT-LCD / 정전식 터치패널
- IM-A760S, IM-A770K, IM-A780L, IM-A775C (스카이 베가 레이서) : MSM8260 / 샤프 ASV LCD / CYTTSP 터치패널
- IM-A725L (스카이 베가 X+) :
  - IM-725L : MSM8655 / TFT-LCD / 정전식 터치 패널
- IM-A800S (스카이 베가 LTE) : MSM8660 / 샤프 ASV LCD / 정전식 터치패널
- IM-A810S, IM-A810K (스카이 베가 LTE M) : MSM8660 / 샤프 ASV LCD / 정전식 터치패널
- IM-A820L (스카이 베가 LTE EX) : MSM8660 / 샤프 ASV LCD / 정전식 터치패널
- IM-A830S, IM-A830K, IM-A830L (스카이 베가 레이서2) : MSM8960 / TFT LCD / 정전식 터치패널
- IM-A840S (스카이 베가 S5) : MSM8960 / IPS HD / 정전식 터치패널
- IM-A850S, IM-A850K, IM-A850L (베가 R3) : APQ8064 / Natural IPS Pro / 정전식 터치패널
- IM-A860S, IM-A860K, IM-A860L (베가 넘버 6) : APQ8064 / Full HD Natural IPS Pro / 정전식 터치패널
- IM-A840SP (스카이 베가 S5 스페셜) : MSM8960 / TFT HD LCD / 정전식 터치패널
- IM-A870S, IM-A870K, IM-A870L (베가 아이언) APQ8064T / HD In-cell Display / 정전식 인셀 터치패널
- IM-A830KE (스카이 베가 레이서 2 블링) : MSM8960 / TFT LCD / 정전식 터치패널
- IM-A880S (베가 LTE-A)
- IM-A890S, IM-A890K, IM-A890L (베가 시크릿 노트)
- IM-A900S, IM-A900K, IM-A900L (베가 시크릿 업)
- IM-A910S, IM-A910K, IM-A910L (베가 아이언 2)
- IM-A920S (베가 팝업 노트)
- IM-A930S, IM-A930K, IM-A930L (베가 시크릿 노트 2) (미출시)
- IM-A940K
- IM-A777 (팬택 브루클린) (미출시)

### IM-T000 모델
- IM-T100K (스카이 베가 넘버 5)

### 포터블 미디어 플레이어
- SMP-301 (스카이 더 플레이어)

### IM-100 모델
- IM-100S, IM-100K (스카이 아임백)
- IM-110 (미출시)

### IM-F000 모델
- IM-F100 (스카이 폴더)

## 스폰서
2001년과 2002년에는 온게임넷 스타리그를 후원하였고, 2004년부터 2006년까지 프로리그를 후원하였다.
- SKY배 스타리그
- SKY 프로리그